# Gutental (Würzburg)
Das Gutental (auch Gutenthal) ist eine Flurlage im Stadtbezirk Frauenland in Würzburg, Bayern.
Das Gutental liegt südwestlich von Keesburg und ist vor allem als Weinlage bekannt. Der durch das Tal verlaufende Weg wird im Winter nicht gestreut, womit er bei Schneelage als eine der längsten Schlitten- und Rodelbahnen Würzburgs dient.